# Gretel Norkauer
Gretel Norkauer (geboren als Margarete Elisabeth Grünig 11. Oktober 1892 in Darmstadt, Deutsches Reich; gestorben 1972 in München) war eine deutsche Architektin. Sie wird in die zweite Generation von Pionierinnen der Architektur eingeordnet.

## Leben

### Ausbildung
Margarete Grünig war Tochter des Bausekretärs Georg Grünig. Sie besuchte bis 1909 die Viktoriaschule in Darmstadt, machte aber erst im März 1918 an der dortigen Studienanstalt das Abitur, nachdem sie schon ein Jahr vorher mit dem Architekturstudium an der Technischen Hochschule (TH) Darmstadt begonnen hatte. Im Oktober 1918 bestand sie die Diplom-Vorprüfung. 1919 absolvierte sie ein Praktikum in der Schulsiedlung Loheland, wo sie beim so genannten Rundbau mitarbeitete. Im Mai 1920 bestand sie die Diplom-Hauptprüfung mit „gut“ und konnte sich damit Diplom-Ingenieurin nennen.
Anfang der 1920er Jahre heiratete sie den Architekten Fritz Norkauer, der zusammen mit Theo Lechner das Architekturbüro Lechner und Norkauer in München betrieb, und nannte sich von da an Gretel Norkauer. Im Sommersemester 1924 war sie Gasthörerin in Bauhygiene bei Professor Richard Schachner an der TH München.

### Architektin
Ab Ende der 1920er Jahre war Norkauer als Architektin tätig. 1928 reichte sie mit der Elektroingenieurin Käte Böhm und der Chemikerin Gerda Wendelmuth den Entwurf einer „Wohnung für die alleinstehende, berufstätige Frau“ bei der Ausstellung Heim und Technik zum Thema „Die kleine Wohnung“ ein. Die drei beplanten mit 36 m² eine größere Fläche als Margarete Lihotzky mit 27 m². Sie nutzten vielfältige Möglichkeiten, die Wohnung platzsparend und dennoch komfortabel auszustatten mit Einbauten und technischen Raffinessen. Sie verzichteten auf einen Balkon, sahen jedoch Küche, Bad, WC und einen Ankleideraum vor. Sie sahen einen mit Nachtstrom betriebenen Waschautomaten und einen Trockenschrank für Blusen vor. Das Bettzeug verschwand tagsüber in einem „Lüftungsschrank“. Es gab einen eingelassenen Stehspiegel und eine Vielzahl von Steckdosen. In der Küche sollte ein elektroökonomischer Kocher die ständige Aufsicht beim Kochen überflüssig machen. Die Gleitschiene für die Beleuchtung an der Decke übernahm das Team von Lihotzkys Entwurf für die Frankfurter Küche. Zentrales Thema für den Entwurf ist die Bezahlbarkeit der Wohnung, daher schlug das Team den Entwurf als Ledigenwohnung innerhalb eines durchmischten Wohnblocks vor: „Die Wohnung der berufstätigen alleinstehenden Frau muss im Einklang mit ihrem Einkommen stehen und auch ihren Ansprüchen genügen. Die Problemstellung lautet also: Mit einem Minimum an Kostenaufwand für Miete und Erhaltung der Wohnung und für die täglichen Verrichtungen, ein Maximum an Behagen und Bequemlichkeit zu schaffen. Der vorliegende Grundriß ist als ein in fast jedes Mietshaus einzubauendes Wohnelement gedacht (..), dessen einzelne Stockwerke eben ein oder zwei solche Elemente enthalten.“ Böhm, Norkauer und Wendelmuth boten damit die Vorlage für das Thema „Die Wohnung für das Existenzminimum“ bei den Congrès Internationaux d’Architecture Moderne (CIAM) 1929. Der Entwurf wurde für die Ausstellung „Die kleine Wohnung“ ausgewählt, kam jedoch „wegen Platzmangels“ nicht zur Ausführung.
1930 nahm Norkauer an einem Eigenheim-Wettbewerb der Zeitschrift Bauwelt teil und bekam für ihr Eigenheim in der Lachnerstraße 35 in München eine lobende Anerkennung in der Gruppe 2. Für die Gestaltung ihres weiteren beruflichen Weges gibt es derzeit keine Belege.

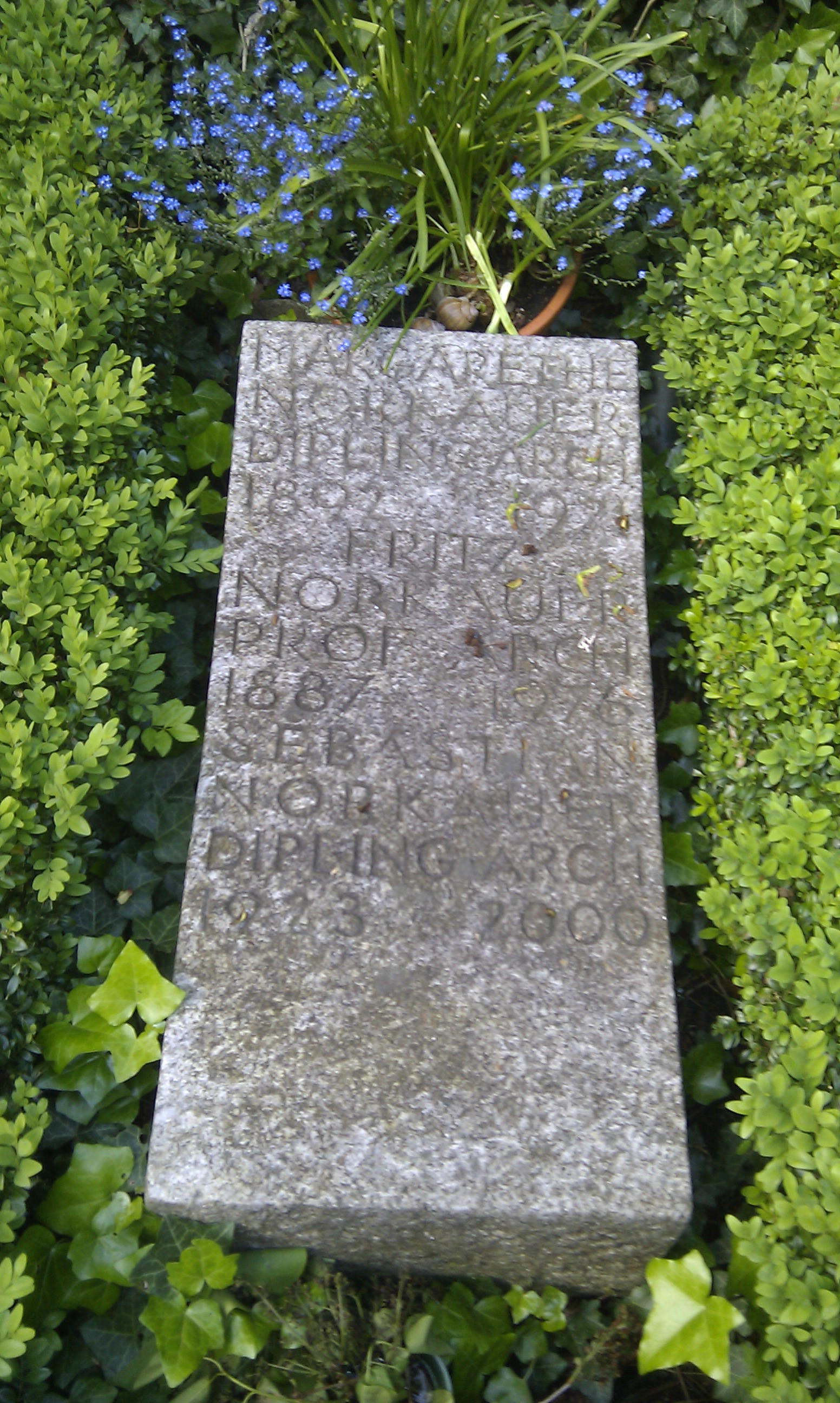
Familiengrab Norkauer auf dem Winthirfriedhof in München

### Privates
Gretel und Fritz Norkauer hatten einen Sohn, Sebastian (1923–2000), der ebenfalls Architekt wurde. Die Familie ist auf dem Winthirfriedhof in München begraben.

## Rezeption
Aus einem Forschungsprojekt, das die Architekturhistorikerinnen Ute Maasberg und Regina Prinz am Institut für Bau- und Stadtbaugeschichte der Technischen Universität (TU) Braunschweig erarbeiteten, ging die Ausstellung „Die Neuen kommen! Weibliche Avantgarde in der Architektur der zwanziger Jahre“ hervor. Sie wurde zunächst 2004 im Meisterhaus Kandinsky/Klee in Dessau, dann 2005 im Museum August Kestner und im Laveshaus der Architektenkammer Niedersachsen in Hannover gezeigt.
Die Ausstellung wurde wesentlich erweitert und vom 20. April bis 5. Juni 2005 im Architekturmuseum der TU München und in der Pinakothek der Moderne in München gezeigt. Vom 15. Juni bis 2. September 2005 war die Ausstellung im Ringturm in Wien zu sehen.

## Veröffentlichungen
- Die Wohnung der berufstätigen Frau. In: Der Baumeister. 1927, S. 256–257.
- Das billige und zeitgemäße Eigenhaus. Wettbewerbsbeitrag Gruppe 2, Gretel Norkauer 1930/31. In: Bauwelt. Band 9, 1931, S. 30.